# Apollonios de Tyane
Pour les articles homonymes, voir Apollonios.

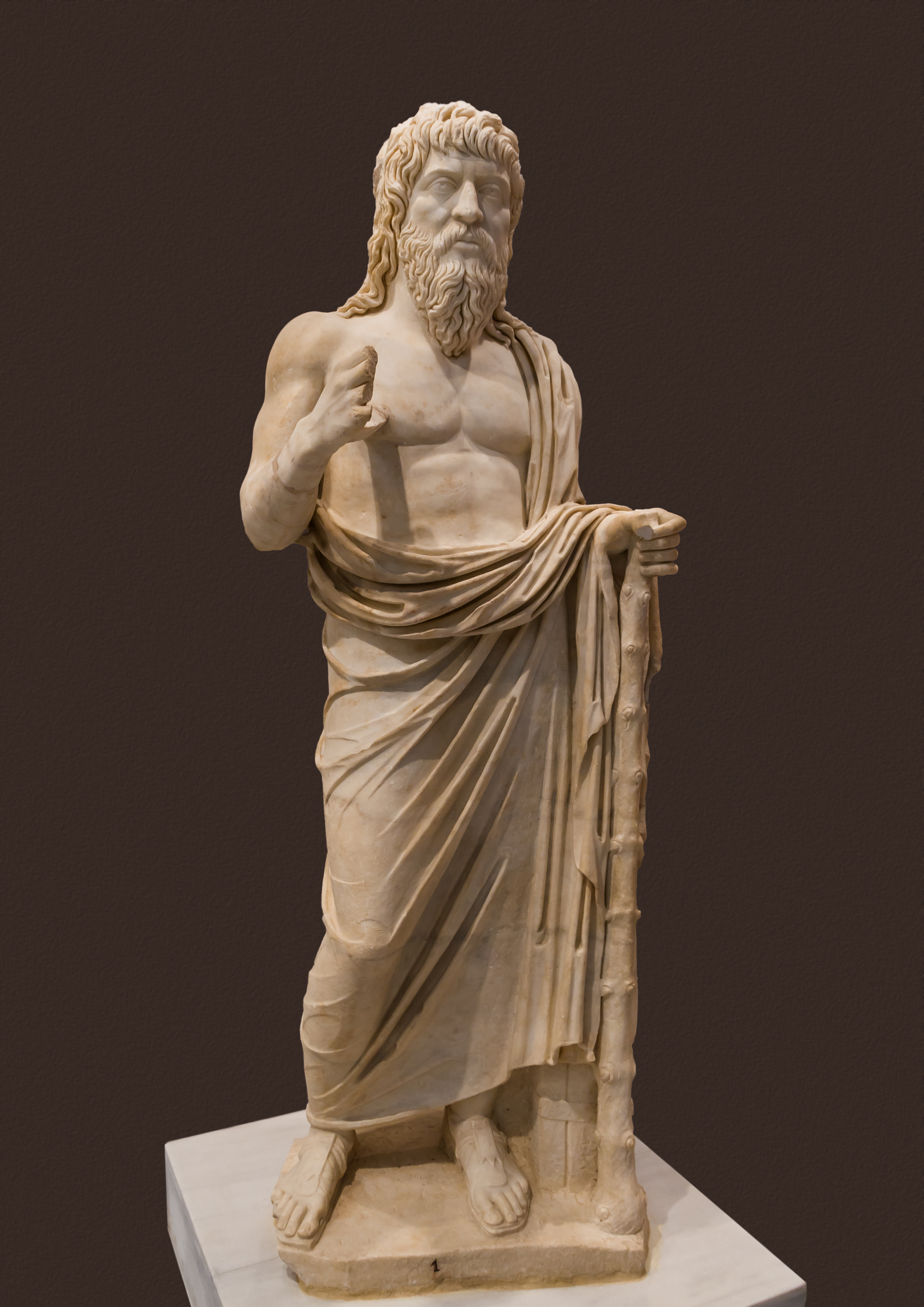
Philosophe errant, couramment associé à Apollonius de Tyane. Musée archéologique d'Héraklion (Crète).

Apollonios de Tyane (en grec ancien : Ἀπολλώνιος ὁ Τυανεύς), parfois connu sous la forme latine de son nom, Apollonius, est un philosophe néopythagoricien, prédicateur et thaumaturge du Ier siècle de l'ère chrétienne, né en 16 ap. J.-C. à Tyane en Cappadoce et mort à Éphèse en 97 ou en 98. S'il est également mentionné par Apulée et Lucien de Samosate, c'est la Vie d'Apollonios de Tyane, composée dans la première moitié du IIIe siècle par Philostrate, qui constitue la principale source d'informations le concernant.
Adulé pendant les premiers siècles apr. J.-C. avant de tomber dans l'oubli, Apollonius de Tyane fut comparé à Jésus de Nazareth. Il aurait eu des disciples et aurait fait des miracles.

## Cadre général
En fait, on sait très peu de choses sur Apollonios. Il semble cependant qu'un personnage de ce nom a bel et bien vécu, au Ier siècle. Il est né à Tyane vers l’an 15, et il semble que ses contemporains voyaient en lui un « mage mi-sorcier mi-charlatan », qui rassemblait autour de lui des disciples, tout en ayant une réputation controversée.
Apollonios est donc sans doute inspiré d'un thaumaturge ou d'un magicien ayant vécu au premier siècle. Philostrate, quand il rédige la Vie d'Apollonios de Tyane (deux siècles après la mort de ce dernier) veut donner à travers ce personnage un portrait du sage idéal, d'un homme divin, d'un nouveau Pythagore, et en même temps réagir à la réputation de magicien qui accompagne Apollonios. Il le présente comme un homme attaché au silence, au célibat, à une vie modérée, qui défend que c'est par le culte d'un cœur pur que l'on rend hommage au Dieu suprême, non par des sacrifices sanglants.

### La lutte contre le christianisme
Mais à la fin de l'Antiquité, dans sa lutte contre le christianisme, le paganisme va faire d'Apollonios un saint et un thaumaturge qu'il oppose au personnage de Jésus-Christ. Différents auteurs et polémistes antichrétiens s'emparent donc du personnage, parmi lesquels Sossianos Hiéroclès ou Porphyre de Tyr. On trouve aussi la figure d'Apollonios sur l'une des faces des médaillons contorniates, des monnaies émises par Rome à fins de propagande antichrétienne. En plus, dans la deuxième moitié du IVe siècle, Virius Nicomachus Flavianus traduit en latin le roman de Philostrate, sous le règne de Théodose Ier.
Roger-Pol Droit relève aussi que l’Apollonios de Philostrate est un « [a]scète et dialecticien, guérisseur et végan, parangon de vertu et thaumaturge, […] aventurier sans peur, capable de ressusciter les morts, [qui] dessine un visage fascinant, trop souvent méconnu, celui de la raison hellène vers la fin de l’Antiquité, mêlant logique et magie, sagesses grecques et non grecques ».

### La légende
Finalement, c'est un portrait dithyrambique que Philostrate laisse d'Apollonios, alors même que le personnage était controversé par des auteurs comme Lucien de Samosate qui le comparait à un célèbre imposteur, nommé Alexandre d'Abonuteichos. En outre, le merveilleux domine cette biographie: l'auteur fait d'Apollonios un personnage d'origine divine, il décrit ses voyages dans des pays lointains comme l'Inde ou l'Éthiopie, où il rencontre des animaux fantastiques et des gymnosophistes. De plus, il pratique de nombreux miracles, venant à bout d'épidémies, il débarrasse des femmes du fantôme d'un satyre qui s'est emparé d'elles, il s'évade miraculeusement de la prison où Domitien le retient... On comprend que l'on utilisera longtemps des talismans protecteurs liés à Apollonios, même dans la Byzance chrétienne.

#### Autres éléments légendaires
Ses disciples lui élevèrent des statues et des temples et le comparèrent à Jésus Christ.
L'empereur Néron l'aurait banni de Rome en tant que magicien, pour avoir ressuscité une jeune fille, et l'empereur Domitien lui aurait fait couper de force, barbe et cheveux. À Éphèse, le 18 septembre 96, il serait entré en transe devant ses disciples et se serait écrié « Frappe le tyran ! » au moment même où l'empereur Domitien était assassiné à Rome, à l'instigation de sa femme Domitia Longina et du préfet du prétoire.
Selon la légende, rapportée par le biographe et théosophe G. R. S. Mead, il aurait été aussi capable de bilocation ou d'ubiquité, ou de lévitation.
Un ouvrage anonyme, probablement daté du Ve siècle, l’Histoire Auguste, évoque une apparition miraculeuse d' Apollonios de Tyane qui aurait promis à Aurélien (empereur romain) la victoire sur Zénobie s'il épargnait la cité de Tyane et ses habitants. L'Histoire Auguste présente Apollonius comme « l'ami fidèle des dieux, digne d'être honoré lui-même comme une divinité », et affirme qu'Aurélien aurait vu son portrait dans de nombreux temples. Selon André Chastagnol, l'Histoire Auguste invente et parodie la vision de Constantin Ier racontée par Eusèbe de Césarée, opposant le miracle païen d'Apollonius de Tyane au miracle chrétien.

## Biographie
La biographie qui suit est, sauf mention autre, fondée sur la Vie d'Apollonios de Tyane de Philostrate, qu'elle résume.
Grec né au début de l'ère chrétienne, Apollonios descend d'une famille ancienne qui donna à la ville de Tyane (dans la Turquie actuelle) quelques-uns de ses fondateurs. « On rapporte qu'il vint au monde dans une prairie, non loin de laquelle s'élève le temple qui lui est consacré ». Son père, qui répond aussi au nom d'Apollonios, est de loin le plus riche citoyen d'une ville opulente.
À quatorze ans, il est conduit par son père à Tarse, auprès du maître le Phénicien Euthydème, rhéteur célèbre de ce temps. De là, il se rend à Ægæ en Macédoine, où il rencontre des adeptes de différentes écoles philosophiques. Le penchant naturel de son esprit vers le mysticisme lui fait embrasser de préférence les doctrines de Pythagore, enseignées dans cette ville par Euxène d'Héraclée, qui s'adonnait aux plaisirs sensuels et prenait Épicure pour modèle. Cependant, Apollonios observera toute sa vie les pratiques les plus sévères du pythagorisme antique, tout en mêlant aux doctrines de cette école celles de Platon. On vante son désintéressement, sa tempérance, sa chasteté, qu'il poussera jusqu'à l'ascétisme. Il préconisait à ses disciples le végétarisme.

### Voyages
Pendant cinq années, il pratique le silence, conformément aux prescriptions de Pythagore. Il entreprend de longs voyages, en compagnie d'un certain Damis, qui devient son disciple. Leurs pérégrinations les conduisent principalement dans trois directions. Tout d'abord, Apollonios et ses compagnons de voyage se dirigent vers l'Orient : ils passent de la Pamphylie en Cilicie ; de là, ils se rendent à Antioche, en Syrie, puis à Ninive et à Babylone, jusqu'en Inde, où Apollonios converse avec les sages du pays, les brahmanes.
Sous le règne de Néron (54-68), il revient vers l'Occident ; il visite les grandes cités d'Ionie et de Grèce, Rome, l'Italie, l'Espagne, et séjourne à Gadès (Cadix). Après quoi, il se dirige vers le Sud ; il voyage en Sicile, passe par Rhodes pour gagner la côte septentrionale de l'Afrique, séjourne en Égypte, à Alexandrie – où il rencontre Vespasien, en 69, et les philosophes Euphratès et Dion de Pruse – et en Éthiopie, conversant avec d'autres sages, les gymnosophistes. Puis, il revient en Asie mineure, en Grèce et à Rome, sous le règne de Domitien (81-96). Son biographe lui prête des relations avec des intellectuels influents de l'époque, avec plusieurs empereurs qui ont régné à Rome depuis Néron, ainsi qu'avec des rois étrangers qui lui font visiter les Etats, comme ceux de Phraotès en Inde. Domitien le fait jeter en prison, et le traduit devant son tribunal, d'où il s'échappe.
Il meurt à Éphèse en 97 sous le règne de Nerva.

## Prédication

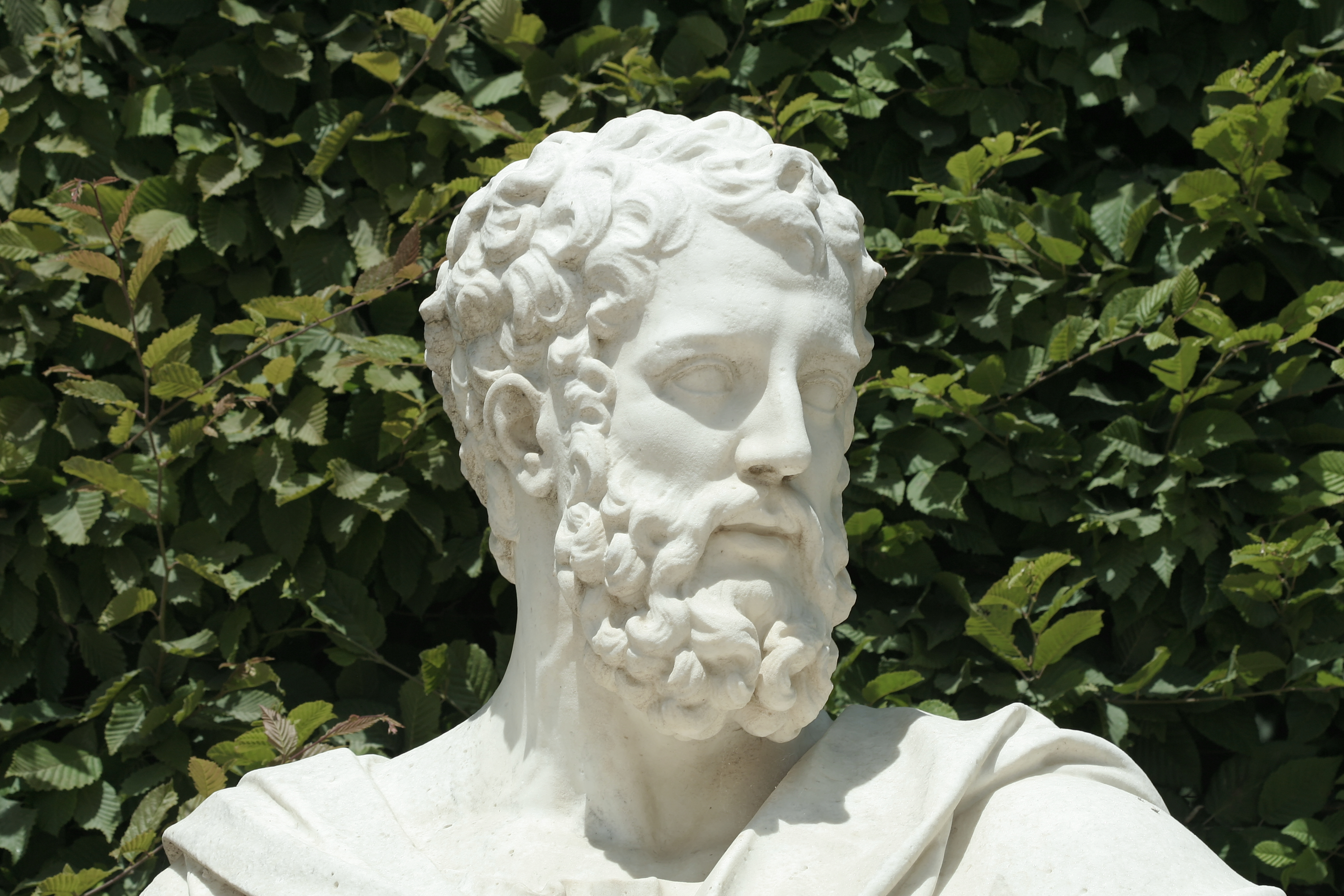
Apollonios de Tyane par Barthélemy de Mélo.

Philostrate présente Apollonios comme un grand voyageur, visitant les pays entourant la Méditerranée, jusqu'à Babylone et même l'Inde, où il se lie d'amitié avec des brahmanes. Il marche pieds nus, porte les cheveux longs, ne se nourrit que de légumes et refuse les boissons alcoolisées. Il pratique l'abstinence sexuelle, vit d'aumônes, redistribue aux pauvres les biens qu'on lui donne et dort dans les temples. Ses prédications rassemblent sur son passage des foules qui viennent l'écouter condamner le luxe et la décadence des mœurs, inciter à ne pas consommer de chair animale et prôner un système de vie communautaire.
Malgré sa notoriété et ses nombreux disciples, Apollonios n'établira pas d'école ou de groupe formel, ni ne formera de successeur pour poursuivre sa tâche de prédication.
Apollonios souhaita à la ville d'Éphèse « une couronne de citoyens vertueux » plutôt que des bâtiments et des portiques.

## Œuvres
Peu de choses nous sont parvenues. On notera essentiellement des Lettres, un fragment sur les sacrifices rapporté par Eusèbe de Césarée, le Nuctéméron, un curieux ouvrage, en grec, qui attribue un génie à chacune des douze heures. Nuctéméron signifie « jour de la nuit ». L'occultiste Éliphas Lévi a traduit le livre, dont il fait Apollonius de Tyane l'auteur, mais l'attribution reste douteuse. Cet extrait, à titre d'exemple : « Première heure : dans l'unité, les démons chantent les louanges de Dieu. »

## Postérité
Apollonios n'a cessé de fasciner, depuis Byzance aux occultistes du XIXe siècle, en passant par la Renaissance et la Révolution française. Et en 1934 encore, Antonin Artaud, en 1934, écrit au début d’Héliogabale ou l’anarchiste couronné : « Je dédie ce livre aux mânes d’Apollonius de Tyane (…) ».
À noter que dans son livre Je vois Satan tomber comme l'éclair, René Girard (1999) propose un chapitre intitulé  « L'horrible miracle d’Apollonius de Tyane », sur la base du récit de Philostrate (Livre IV), pour souligner les différences entre le « gourou » qui fait lapider un mendiant innocent et le comportement du Christ face à la femme adultère.

## Les Pseudo-Apollonios de Tyane
Divers ouvrages nous sont parvenus ayant pour nom d'auteur d'Apollonios de Tyane.
- Livre du secret de la Création. « Apollonios de Tyane » a été arabisé en Balînoûs Toûânî, et c'est sous ce nom d'auteur qu'apparaît pour la première fois la courte et très célèbre Table d'émeraude d'Hermès Trismégiste, la Bible de l'hermétisme et de l'alchimie, dans le Livre du secret de la Création (Kitâb sirr al-Khalîqa)[15]. Le texte arabe date du IXe siècle ; il sera traduit en latin vers 1140 par Hugues de Santalla sous le titre Secretum Secretorum[16].

« C'est ici le livre du sage Bélinous [Apollonios de Tyane], qui possède l'art des talismans : voici ce que dit Bélinous. […] Il y avait dans le lieu que j'habitais [Tyane] une statue de pierre, élevée sur une colonne de bois ; sur la colonne, on lisait ces mots : "Je suis Hermès, à qui la science a été donnée…" Tandis que je dormais d'un sommeil inquiet et agité, occupé du sujet de ma peine, un vieillard dont la figure ressemblait à la mienne, se présenta devant moi et me dit : "Lève-toi, Bélinous, et entre dans cette route souterraine, elle te conduira à la science des secrets de la Création…" J'entrai dans ce souterrain. J'y vis un vieillard assis sur un trône d'or, et qui tenait d'une main une tablette d'émeraude… J'appris ce qui était écrit dans ce livre du "Secret de la Création des êtres"… [« Table d'émeraude »] Vrai, vrai, indiscutable, certain, authentique ! Voici, le plus haut vient du plus bas, et le plus bas du plus haut ; une œuvre des miracles par une chose unique… »

Le Kitâb sirr al-Khalîqa de Balînoûs a été traduit en latin sous le titre De secretis naturæ.
On relève aussi des ouvrages portant sur l'astronomie, la géométrie ou l'astrologie.
- De imaginibus septem planetarum (Des images des sept planètes). Il a été attribué à Belenus (Apollonios de Tyane) et Thebit (Thābit ibn Qurra). Cecco d'Ascoli attribue le De angelica fictione à un certain Apollonius[18].
- Sur les figures coniques. Au témoignage de Michael Maïer (m. 1622), on trouvait encore en 1617 dans la Bibliothèque du Vatican un ouvrage astronomique d'Apollonius, Sur les figures coniques[19]. Mais il y a là une confusion probable avec Apollonios de Perga[réf. nécessaire] (262-170 av. J.-C.), auteur d'un Traité sur les coniques.
- Sur la connaissance et la compréhension des influences astrologiques (Apotelesmata). Édition par F. Nau et al., Patrologia Syriaca, t. 2, Firmin-Didot, 1907, col. 1372-1391[Quoi ?].

#### Vie d'Apollonios de Tyane
- Philostrate d'Athènes, Vie d'Apollonios de Tyane (composée vers 217-245)
  - Traduction en français et édition initiales, sous le titre Le Merveilleux dans l'Antiquité : Apollonius de Tyane, sa vie, ses voyages, ses prodiges, par Philostrate, et ses lettres (ouvrages traduits du grec, avec introduction, notes et éclaircissements par Alexis Chassang), Paris, Didier, 1862, XVI-492 p. [lire en ligne (page consultée le 21 octobre 2023)]
  - Réédition, sous le titre Apollonius de Tyane : sa vie, ses voyages, ses prodiges (traduit du grec par Alexis Chassang, accompagné d'une présentation et de notes de Guy Rachet), Paris, Sand, coll. « Sagesse et spiritualité », 1995, 348 p.
  - Romans grecs et latins (textes présentés, traduits et annotés par Pierre Grimal), Paris, Gallimard, coll. « Bibliothèque de la Pléiade », 1958, XXII-1529 p. – Inclut une présentation et la traduction de la Vie d'Apollonios de Tyane de Philostrate, p. 1025-1338.
  - Vie d'Apollonios de Tyane  (Texte introduit, traduit et commenté par Valentin Decloquement), Paris, Belles Lettres, 2023, 624 p. (ISBN 978-2-251-45460-3)
  - (en)The Life of Apollonius of Tyana (traduit du grec par le révérend Edward Berwick, accompagné de notes et d'illustrations), Londres, T. Payne et imprimerie J. M’Creery, 1809, X-492 p.
  - (grc + en) Philostratus : Philostratus, Apollonius of Tyana (édité et traduit du grec ancien par Christopher P. Jones), Cambridge (Massachusetts), Harvard University Press, coll. The Loeb Classical Library, 3 volumes, 2005-2006.
    - vol. 1 : Livre 1-4 de la Vie, par Philostrate, 432 p.  (ISBN 978-0-674-99613-7).
    - vol. 2 : Livre 5-8 de la Vie, par Philostrate, 432 p.  (ISBN 978-0-674-99614-4).
    - vol. 3 : Philostratus. Apollonius of Tyana. Letters of Apollonius. Ancient Testimonia. Eusebius's Reply to Hierocles, 272 p.  (ISBN 978-0-674-99617-5).

#### Œuvres d'Apollonios de Tyane
- (grc + en) Robert J. Penella, The Letters of Apollonius of Tyana : A critical Text with Prolegomena, Translation and Commentary, Leyde, Brill, coll. « Bibliotheca Classica » (no 56), 1979, 146 p. (présentation en ligne); [lire en ligne (page consultée le 22 octobre 2023)] : trad. de A. Chassang, 1862.
- Fragment « Sur les sacrifices » dans Eusèbe de Césarée, Préparation évangélique, IV, 13 [lire en ligne (page consultée le 21 octobre 2023)]
- Nuctéméron, in Catalogus Codicum Astrologorum Graecorum, t. 7, p. 175-181

#### Études en français

##### Études universitaires après 1970
- Jean-Louis Bernard, Apollonius de Tyane et Jésus, Paris, Robert Laffont, coll. « Les Portes de l'étrange », 1977, 285 p., réédition Paris, Guy Trédaniel, 1994, 254 p.  (ISBN 2-85707-652-5).
- Alain Billault, « Les formes romanesques de l'héroïsation dans la Vie d'Apollonios de Tyane de Philostrate », Bulletin de l'Association Guillaume Budé, no 3,‎ 1991, p. 267-274 (lire en ligne)
- Jacques Boulogne, « Appolonios de Tyane. Le mythe avorté d’une sagesse totale », Bulletin de l’Association Guillaume Budé, no 3,‎ octobre 1999, p. 300-310 (lire en ligne, consulté le 24 juillet 2020)
- Philippe Hanus, La Vie d'Apollonios de Tyane. Recherches sur la tradition du theios aner, Thèse de doctorat en anthropologie historique, Université Pierre Mendès-France, 1998 Grenoble [présentation en ligne] consulté le 28 octobre 2023
- Philippe Hanus, « La vie d’Apollonios de Tyane : d’une géographie réelle à une géographie mythique », dans Jean-Claude Carrière et al. (dir.), Inde, Grèce ancienne. Regards croisés en anthropologie de l'espace (Actes du Colloque « Anthropologie indienne et représentations grecques et romaines de l'Inde », Besançon 4-5 décembre 1992 »), Besançon, Université de Franche-Comté, coll. « Annales littéraires de l'Université de Besançon » (no 57), 1995, 294 p. (ISBN 2-251-60576-2, lire en ligne), p. 81-97
- Guy Rachet, « Apollonius de Tyane : Dieu, magicien, thaumaturge ou ? », sur apollonius-de-tyane.ch, 17 novembre 2007 (conférence) (consulté le 28 octobre 2023)
- Maxime Rovere, Le Livre de l'amour infini : Vie d'Apollonios, homme et dieu, Flammarion, 2024 (ISBN 978-2-08-145987-8).

##### Études universitaires avant 1970
- Alfred Duméril, « Apollonius de Tyane et l'état du paganisme dans les premiers siècles de l'ère chrétienne », Bordeaux, H. Duthu, 1883, p. 163-167 in  Annales de la Faculté des lettres de Bordeaux et de Toulouse, 1883, no 2. [lire en ligne (page consultée le 28 octobre 2023)]
- Mario Meunier, Apollonius de Tyane ou Le séjour d'un Dieu parmi les hommes, Paris, Bernard Grasset, 1936, réédition Paris, Robert Laffont, coll. « Les Grands initiés », 1974, 279 p. La réédition de 1974 contient, en annexe, des extraits des Vers d'or de Pythagore, ainsi que des Commentaires sur les Vers d'or, de Hiéroclès, traduits du grec ancien par Mario Meunier.

##### Autres
- Maurice Magre, Magiciens et Illuminés:  Apollonius de Tyane. Le Maître inconnu des Albigeois. Les Rose-Croix. Le Mystère des Templiers. Nicolas Flamel et la Pierre philosophale. Saint-Germain l'immortel. Cagliostro le charlatan. Mme Blavatsky et les Théosophes., Paris, Fasquelle et Bibliothèque Charpentier, 1930, 302 p.

#### Études en anglais
- George Robert Stow Mead, Apollonius of Tyana, the Philosopher-Reformer of the First Century A.D. A Critical Study of the Only Existing Record of His life, with Some Account of the War of Opinion Concerning Him and an Introduction on the Religious Associations and Brotherhoods of the Times and the Possible Influence of Indian Thought on Greece, Londres, Theosophical Publishing Society, 1901, IV-159 p. Traduction française : George Robert Stow Mead, Apollonius de Tyane, le philosophe réformateur du ier siècle de notre ère, Paris, Publications théosophiques, coll. « Bibliothèque théosophique », 1906, 222 p. [lire en ligne (page consultée le 28 octobre 2023)]
- Jarl Charpentier, The Indian Travels of Apollonius of Tyana, Uppsala, Almqvist - Leipzig, O. Harrassowitz, 1934, 66 p.
- Maria Dzielska, Apollonius of Tyana in Legend and History, Rome, L'Erma di Bretschneider, coll. « Problemi e ricerche di storia antica », no 10, 1986, 229 p.  (ISBN 88-7062-599-0).
- Graham Anderson, Philostratus : Biography and Belles Lettres in the Third Century A.D., Londres et Dover (New Hampshire), Croom Helm, 1986, XII-322 p.  (ISBN 0709905750). Voir plus particulièrement p. 121-239.